# John A. Russo
John A. Russo (2 de setembro de 1939), por vezes creditado como Jack Russo ou John Russo, é um ator, roteirista e cineasta norte-americano.
Comumente associado com o clássico de terror de 1968 Night of the Living Dead, que ele co-escreveu com o diretor George A. Romero, Russo é também o fundador e um dos mentores, junto de Russell Streiner, do John Russo Movie Making Program na DuBois Business College em DuBois, na Pensilvânia.
Como roteirista, seus créditos incluem Night of the Living Dead, The Majorettes, Midnight e Santa Claws. Os dois últimos, ele também dirigiu. Desempenhou pequenos papéis como ator, mais notavelmente o primeiro morto-vivo esfaqueado na cabeça em Night of the Living Dead, bem como participações especiais em There Always Vanilla e House of Frankenstein (1997). Foi o editor e editor-chefe da revista Scream Queens Illustrated que apresentava estrelas populares de filmes de terror e outros gêneros.

## Biografia
Russo estudou na Universidade da Virgínia Ocidental enquanto seu amigo, Rudy Ricci, estou na Universidade Carnegie Mellon. Ricci conheceu George A. Romero na Carnegie Mellon e apresentou Russo a Romero nas férias de Natal. Após a faculdade, Russo foi convocado pelo Exército e serviu por dois anos. Enquanto isso, Romero e Russell Streiner formaram a produtora The Latent Image para produzir filmes comerciais visando, eventualmente, fazer um longa-metragem.
Quando Russo saiu do exército, ele se juntou a seus amigos em The Latent Image e logo foram feitos planos para um longa-metragem. Russo elaborou um rascunho de uma ideia sobre um jovem que tropeça em vários mortos-vivos se alimentando de cadáveres humanos. Romero adorou a ideia e alguns dias depois presenteou Russo com quarenta páginas de uma história baseada na ideia. O filme acabou se tornando Noite dos Mortos-Vivos, que levou à série Romero's Dead e à série Living Dead, sendo esta última baseada em uma história de Russo.
Russo passou a escrever muitos romances e, como seu amigo Romero, começou a fazer seus próprios filmes. The Booby Hatch foi uma comédia sexual lançada em 1976. Midnight foi uma adaptação do romance homônimo de Russo e lançado em 1982. Seu romance The Majorettes foi adaptado pelo próprio Russo e dirigido por Bill Hinzman, que interpretou o Zumbi do Cemitério em Night of the Living Dead. O próximo filme de Russo foi Heartstopper. Russo o considera seu favorito dentre os que dirigiu.